# Palco (Kansas)
Palco è un comune degli Stati Uniti d'America, situato nello Stato del Kansas, nella Contea di Rooks.